# Helena Persson
Helena Persson, född 5 april 1969, är en svensk hoppryttare som tävlar för Årsta-Runstens Sportryttare. Hon har vunnit svenska mästerskapen i hoppning åtta gånger. Hösten 2014 tog hon hem segern i hoppserien Volkswagen Grand Prix tillsammans med valacken Bonzai H.

## Topphästar
- Bonzai H (Valack född 2000) Skimmelfärgad Svenskt varmblod, e:Baloubet du Rouet u:Wotin ue:Caletto II

### Fotnoter
1. ↑  ”SM i hoppning”. Svenska Ridsportförbundet. Arkiverad från originalet den 28 oktober 2014. https://web.archive.org/web/20141028091505/http://www3.ridsport.se/Svensk-Ridsport/Pressrum/Masterskapsresultat/SM/Hoppning/. Läst 28 oktober 2014.
2. ↑  ”Helenas åttonde SM-guld”. http://www.tidningenridsport.se/Tavling/Hoppning/2016/8/Helenas-attonde-SM-guld/. Läst 21 augusti 2016.
3. ↑  ”Finalseger i Volkswagen Grand Prix för Helena Persson”. Svenska Ridsportförbundet. Arkiverad från originalet den 29 november 2014. https://web.archive.org/web/20141129061314/http://www3.ridsport.se/Tavling/Hoppning_/Nyheter/2014/11/FinalsegeriVolkswagenGrandPrixforHelena/. Läst 19 november 2014.